# Festina

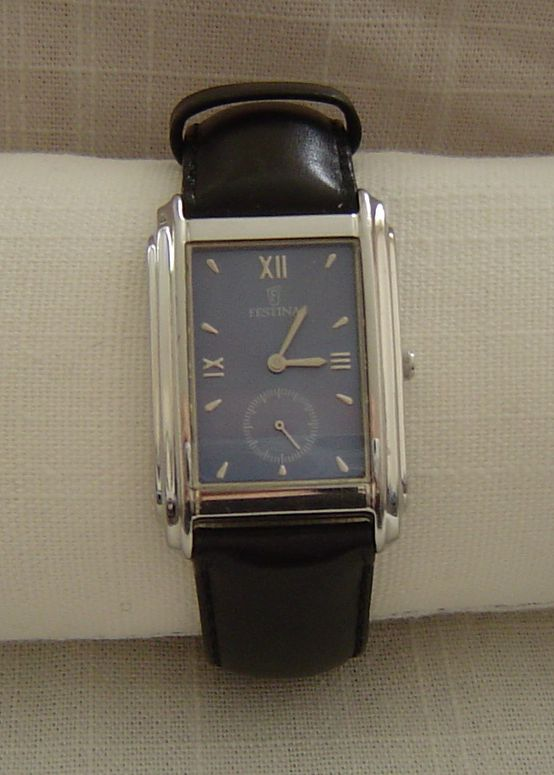
Zegarek festina

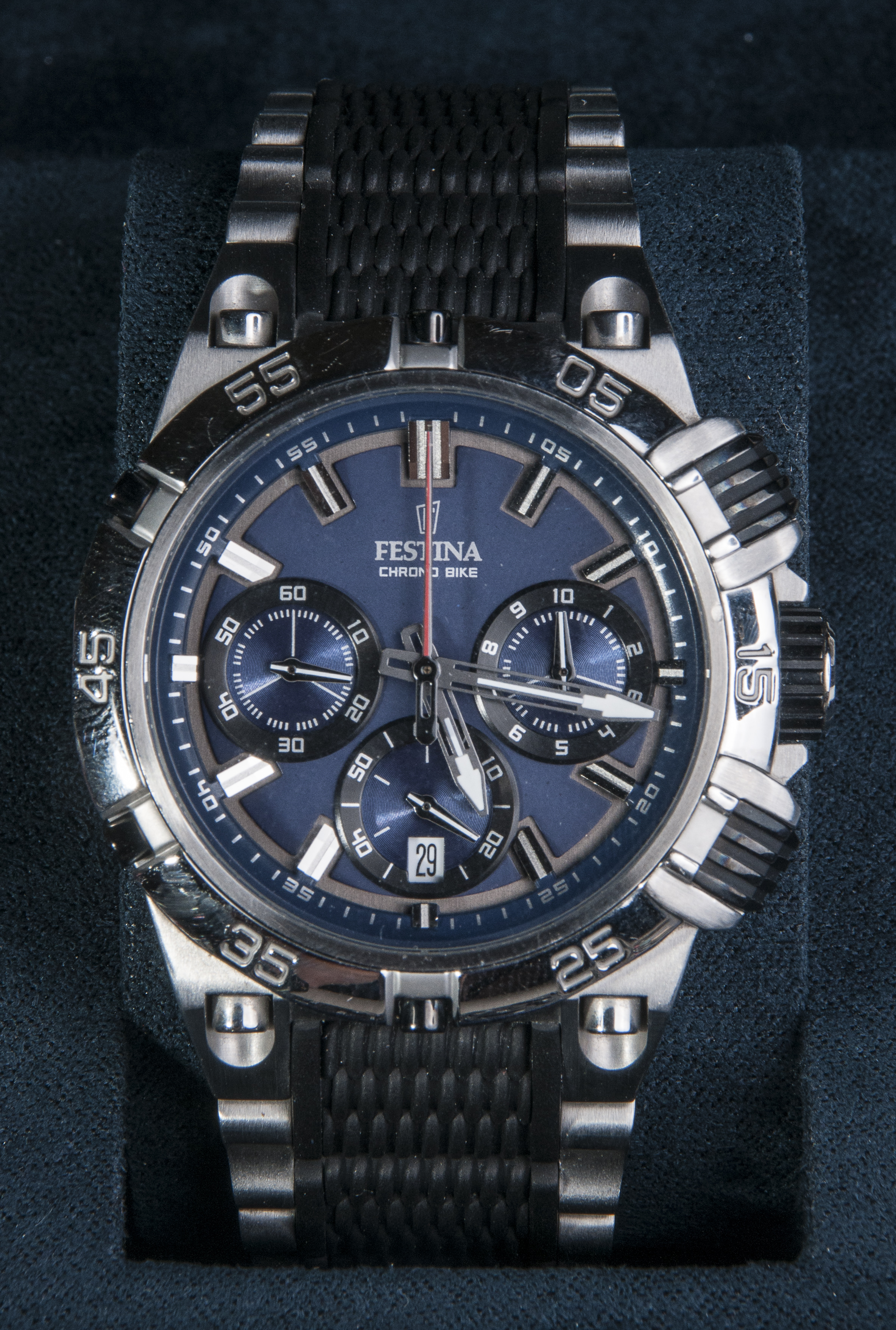
Festina Tour de France 2016

Festina – manufaktura produkująca zegarki założona w 1902 w La Chaux-de-Fonds w Szwajcarii.
W 1984 firma została kupiona przez hiszpańskiego inwestora Miguela Rodrigueza, właściciela firmy Lotus, także zajmującej się produkcją zegarków. Hiszpan połączył obie firmy i utworzył spółkę Festina Lotus S.A. Siedziba firmy została przeniesiona do Barcelony. Obecnie najdroższe modele zegarków montowane są w Barcelonie oraz Toledo w Hiszpanii. Swoje przedstawicielstwa Festina ma w ponad pięćdziesięciu krajach świata.
Zegarki Festina ze średniej półki są napędzane japońskimi mechanizmami Miyota produkowanymi przez firmę Citizen Watch Company, podczas gdy ich modele z wyższej półki są produkowane w całości w siedzibach firmy w Szwajcarii i Hiszpanii
Przedsiębiorstwo znane jest ze sponsorowania grupy kolarskiej Festina.